# Zakelijk zekerheidsrecht (Belgisch recht)
Een zakelijk zekerheidsrecht of zakelijke zekerheid is in het Belgisch recht een zakelijk recht. Hiertoe behoren sommige bijzondere voorrechten, pand, hypotheek en het retentierecht. Het is steeds een accessoir recht, verbonden aan een schuldvordering en wordt op andermans goed gevestigd. Als een schuldvordering met een zakelijke zekerheid is uitgerust, betekent dat dat de schuldeiser het recht heeft om met voorrang te worden betaald met de opbrengsten van het goed waarop de zekerheid is gevestigd indien de schuldenaar niet spontaan betaalt.
Nationaal recht